# Alexis Thorpe
Alexis Ann Thorpe, född 19 april 1980 i Newport Beach, Kalifornien, är en amerikansk skådespelare.
Thorpe medverkade i våra bästa år 2002 till 2003, gästspelade i tre avsnitt 2004 och fem eller sex 2005, och är mest känd för det. I serien spelade hon Cassie Brady. Hon medverkade också i The Young and The Restless som Rianna Miner.
På fritiden gillar Alexis att bergsklättra, vara i trädgården och dansa. 

## Filmografi
- 2000 The Adventures of Rocky and Bullwinkle - Supermodell
- 2001 Vampires of the desert - Teddy
- 2001 Pretty Cool - Tiffany Granger
- 2003 American Pie – The Wedding - Jennifer
- 2006 Pledge This! - Morgan
- 2007 The Man from earth - Linda
- 2007 Nightmare city 2035 - Kyla Bradley
- 2007 The Unlikeleys - Jennifer

## Television
- 2000-2001 The Young and the Restless - Rianna Miner
- 2002-2003 Våra bästa år - Cassie DiMera
- 2003 Vänner (en episod) - sig själv
- 2004 House episode 3 Occam's Razor - Mindy
- 2004-2005 Våra bästa år - Cassie Brady
- 2004 Dark Shadows - Kelly Greer
- 2005 Nip/Tuck (en episod) - Amber